# Codi ATC N07
El  codi ATC N07, descrit com Altres fàrmacs que actuen sobre el sistema nerviós, és una subgrup terapèutic de l'Anatomical, Therapeutic, Chemical Classification System (ATC). La classificació ATC és un sistema de codis alfanumèric desenvolupat per l'Organització Mundial de la Salut (OMS) per als fàrmacs i altres productes sanitaris. El subgrup N07 és part del grup anatòmic N Sistema nerviós.

Els codis per a ús veterinari (codis ATCvet) poden han estat creats afegint la lletra Q davant dels codis ATC humans: QN07... 
Les adaptacions estatals de la classificació ATC poden incloure codis addicionals no presents en aquesta llista, que segueix la versió de l'OMS.

## N07AParasimpaticomimètics
N07A A Inhibidors de l'acetilcolinesterasa
N07A B Èsters del turó
N07A X Altres parasimpaticomimètics

## N07B Fàrmacs usades en trastorns addictius
N07B A Fàrmacs usats contra la dependència de nicotina
N07B B Fàrmacs usats contra la dependència d'alcohol
N07B C Fàrmacs usats contra la dependència d'opioides

## N07C Preparats contra elvertigen
N07C A Preparats contra el vertigen

## N07X Altres fàrmacs que actuen sobre el sistema nerviós
N07X A Gangliòsids i derivats de gangliòsids
N07X X Altres fàrmacs que actuen sobre el sistema nerviós